# Movimiento circular uniforme

Movimiento circular uniforme de un satélite alrededor de la Tierra

En física, el movimiento circular uniforme (M.C.U.) es el que describe un cuerpo que se mueve alrededor de un eje de giro con un radio y una velocidad angular (ω) constantes, trazando una circunferencia y con una aceleración centrípeta. En este movimiento, la dirección varía en cada instante. Un ejemplo de este movimiento es una rueda de automóvil que gira a una ω constante.

## Cinemática del M.C.U. en mecánica clásica

### Ángulo y velocidad angular
El ángulo abarcado en un movimiento circular es igual al cociente entre la longitud del arco de circunferencia recorrida y el radio.
La longitud del arco y el radio de la circunferencia son magnitudes de longitud, por lo que el desplazamiento angular es una magnitud adimensional, llamada radián. Un radián es un arco de circunferencia de longitud igual al radio de la circunferencia, y la circunferencia completa tiene {\displaystyle 2\pi \,}radianes.
La velocidad angular es la variación del desplazamiento angular por unidad de tiempo:

{\displaystyle \omega ={\frac {\mathrm {d} \varphi }{\mathrm {d} t}}}

Partiendo de estos conceptos se estudian las condiciones del movimiento circular uniforme, en cuanto a su trayectoria y espacio recorrido, velocidad y aceleración, según el modelo físico cinemático.

### Posición
Se considera un sistema de referencia en el plano x,y, con vectores unitarios en la dirección de estos ejes {\displaystyle ({\text{O}};\mathbf {i} ,\mathbf {j} )}. La posición de la partícula en función del ángulo de giro {\displaystyle \varphi } y del radio r es en un sistema de referencia cartesiano x,y:

{\displaystyle {\begin{cases}x=r\cos \varphi \\y=r\operatorname {sen} \varphi \end{cases}}}

De modo que el vector de posición de la partícula en función del tiempo es:
{\displaystyle \mathbf {r} =r\cos(\omega t)\mathbf {i} +r\operatorname {sen}(\omega t)\mathbf {j} }
siendo:
{\displaystyle \mathbf {r} \;}: es el vector de posición de la partícula.
{\displaystyle r\;}: es el radio de la trayectoria.
Al ser un movimiento uniforme, a iguales incrementos de tiempo le corresponden iguales desplazamientos angulares, lo que se define como velocidad angular (ω):

{\displaystyle \omega ={\frac {\mathrm {d} \varphi }{\mathrm {d} t}}={\frac {\varphi }{t}}\qquad \Rightarrow \qquad \varphi =\omega {t}}

{\displaystyle {\begin{cases}x=r\,\cos(\omega {t})\\y=r\,\operatorname {sen}(\omega {t})\end{cases}}}

El ángulo (φ), debe medirse en radianes:

{\displaystyle \varphi ={\frac {s}{r}}}

donde s es la longitud del arco de circunferencia

Según esta definición:
1 vuelta = 360° = 2π radianes

½ vuelta = 180° = π radianes

¼ de vuelta = 90° = π/2 radianes

### Velocidad
La velocidad se obtiene a partir del vector de posición mediante derivación tangencial:

{\displaystyle \mathbf {v} ={\frac {\mathrm {d} \mathbf {r} }{\mathrm {d} t}}=-r\omega \operatorname {sen}(\omega t)\mathbf {i} +r\omega \cos(\omega t)\mathbf {j} }

La relación entre la velocidad angular y la velocidad tangencial es:

{\displaystyle {v}=|\mathbf {v} |={\sqrt {(-r\omega \operatorname {sen}(\omega t))^{2}+(r\omega \cos(\omega t))^{2}}}=\omega r}

El vector velocidad es tangente a la trayectoria y perpendicular al vector posición, lo que puede comprobarse fácilmente efectuando el producto escalar {\displaystyle \mathbf {r} \cdot \mathbf {v} } y comprobando que es nulo.

### Aceleración
La aceleración, que para el movimiento circular uniforme es siempre normal, se obtiene a partir del vector velocidad con la derivación:

{\displaystyle \mathbf {a} ={\frac {\mathrm {d} \mathbf {v} }{\mathrm {d} t}}=-r\omega ^{2}\cos(\omega t)\mathbf {i} -r\omega ^{2}\operatorname {sen}(\omega t)\mathbf {j} }

de modo que 

{\displaystyle \mathbf {a} =-\omega ^{2}\mathbf {r} }

Así pues, el vector aceleración tiene dirección opuesta al vector de posición, normal a la trayectoria y apuntando siempre hacia el centro de la trayectoria circular, por lo que acostumbramos a referirnos a ella como aceleración normal o centrípeta.
El módulo de la aceleración es el cuadrado de la velocidad angular por el radio de giro, aunque lo podemos expresar también en función de la celeridad {\displaystyle v\,} de la partícula, ya que, en virtud de la relación {\displaystyle v=\omega r\,}, resulta

{\displaystyle a=|\mathbf {a} |=\omega ^{2}r={\frac {v^{2}}{r}}}

Esta aceleración es la única que experimenta la partícula cuando se mueve con rapidez constante en una trayectoria circular, por lo que la partícula deberá ser atraída hacia el centro mediante una fuerza centrípeta que la aparte de una trayectoria rectilínea, como correspondería por la ley de inercia.

### Movimiento circular y movimiento armónico
En dos dimensiones la composición de dos movimientos armónicos de la misma frecuencia y amplitud, convenientemente desfasados, dan lugar a un movimiento circular uniforme. Por ejemplo un movimiento bidimensional dado por las ecuaciones:

{\displaystyle x(t)=R_{0}\operatorname {sen}(\omega t+\pi /2)\;,\qquad y(t)=R_{0}\operatorname {sen}(\omega t)}

El momento angular puede calcularse como:

{\displaystyle L=xp_{y}-yp_{x}=m(xv_{y}-yv_{x})=m\omega R^{2}}

De hecho las órbitas planetarias circulares pueden entenderse como la composición de dos movimientos armónicos según dos direcciones mutuamente perpendiculares.

## Período y frecuencia
El período {\displaystyle T\,} representa el tiempo necesario para que el móvil complete una vuelta y viene dado por:

{\displaystyle T={\frac {2\,\pi }{\omega }}}

La frecuencia {\displaystyle f\,} mide el número de revoluciones o vueltas completadas por el móvil en la unidad de tiempo y viene dada por:

{\displaystyle f={\frac {\omega }{2\,\pi }}}

Por consiguiente, la frecuencia es la inversa del período: 

{\displaystyle f={\frac {1}{T}}}

## Movimiento circular en mecánica relativista
Si bien la teoría especial de la relatividad permite que una partícula no cargada esté en movimiento circular uniforme, esto en general no resulta posible para una partícula cargada a la que no se le suministra energía adicional. Esto se debe a que una partícula cargada acelerada emite radicación electromagnética perdiendo energía en ese proceso. Eso es precisamente lo que sucede en un sincrotrón que es un tipo de acelerador de partículas (de hecho la radicación de sincrotón emitida por partículas aceleradas en un anillo puede usarse con fines médicos).
Además, en la mecánica relativista el cociente entre la fuerza centrípeta y la aceleración centrípeta, es diferente del cociente entre la fuerza tangencial y la aceleración tangencial. Esto introduce una diferencia fundamental con el caso newtoniano: la aceleración y la fuerza relativistas no son vectores necesariamente paralelos:

{\displaystyle \mathbf {F} ={\frac {\mathrm {d} }{\mathrm {d} t}}\left({\frac {m\mathbf {v} }{\sqrt {1-{\frac {v^{2}}{c^{2}}}}}}\right)={\frac {m\mathbf {v} }{\left[1-{\frac {v^{2}}{c^{2}}}\right]^{3/2}}}\left({\frac {\mathbf {v} }{c^{2}}}\cdot \mathbf {a} \right)+{\frac {m\mathbf {a} }{\sqrt {1-{\frac {v^{2}}{c^{2}}}}}}}

De la relación anterior, se deduce que la fuerza y la aceleración solo son paralelas en dos casos:

{\displaystyle \mathbf {a} \cdot \mathbf {v} =0,\qquad \mathbf {a} \cdot \mathbf {v} =\|\mathbf {a} \|\|\mathbf {v} \|}

El primer caso se da cuando la aceleración y la velocidad son perpendiculares, cosa que sucede en el movimiento circular uniforme (o helicoidal uniforme). El segundo caso se da en un movimiento rectilíneo. En cualquier otro tipo de movimiento en general la fuerza y la aceleración no serán permanentemente paralelas.

## Movimiento circular en mecánica cuántica
En mecánica cuántica si bien no puede hablarse de trayectoria con precisión pueden ser analizados los estados cuánticos estacionarios de unas partículas que deben moverse a lo largo de un anillo. Los estados estacionarios de una partícula en un anillo son el análogo cuántico del movimiento circular uniforme. Para una partícula moviéndose sobre un anillo con momento angular bien definido la función de onda viene dada por:

{\displaystyle \Psi (\varphi )={\frac {1}{\sqrt {2\pi }}}e^{i{\frac {L_{z}}{\hbar }}\varphi }}

Puede observarse que la densidad de probabilidad es uniforme, al igual que sucede en el caso clásico.
Un hecho interesante es que las predicciones para una partícula cargada, en movimiento circular uniforme, es que esta no tiene porqué emitir fotones, de la misma manera que el electrón orbitante alrededor del núcleo atómico no emite energía, por ser el valor resultante de la aceleración vectorial nula, al ser la distribución simétrica respecto al núcleo atómico.